# Tempête sur le Bengale
Pour les articles homonymes, voir Tempête (homonymie).
Pour plus de détails, voir Fiche technique et Distribution.
Tempête sur le Bengale (titre original : Storm Over Bengal) est un film américain, réalisé par Sidney Salkow, sorti en 1938.

## Synopsis
Deux officiers de la Royal Air Force visitent un avant-poste britannique en Inde. Neil est le frère cadet du capitaine Jeffrey Allison, officier du renseignement de l’armée, qui est parti en mission d’infiltration dans l’Etat princier indépendant et non aligné de Khanapur. Les Britanniques s’inquiètent des émissions de radio de Ramin Khan incitant le peuple indien à la révolte. À la mort du vieux Maharajah de Khanapur, Ramin Khan projette d’usurper le trône comme base de sa révolte.
Déguisé en saint homme indien, Jeffrey recueille des renseignements sur les insurgés de Ramin Khan tandis que les Britanniques envoient une mission diplomatique à Khanapur qui sont pris en embuscade et tués. Le jeune Neil est lui-même amoureux de la fiancée de Jeffrey, Joan Lattimore, et est jaloux de son frère. À son retour de Khanapur , Jeffrey reporte son mariage afin que Joan puisse fuir en sécurité. Avec la mort du groupe diplomatique, Jeffrey est transporté à Khanapur par Hallett dans son avion pour rencontrer le Maharajah. Ramin Khan capture Jeffrey et blesse mortellement Hallett qui revient pour informer les Britanniques de l’activité de Ramin Khan. Ramin Khan est ravi alors qu’il prévoit de tendre une embuscade à la force de campagne britannique dans un ravin près des grottes de Kali.

## Fiche technique
- Titre original : Storm Over Bengal
- Titre français : Tempête sur le Bengale
- Réalisation : Sidney Salkow
- Scénario : Garrett Fort
- Photographie : Ernest Miller
- Costumes : Irene Saltern
- Montage : William Morgan
- Pays d'origine :  États-Unis
- Format : Noir et blanc - 1,37:1 - Mono
- Genre : Film d'aventure
- Dates de sortie : 
  -  États-Unis : 14 novembre 1938
  -  Belgique : 12 janvier 1945 (Bruxelles)
  -  France : 6 octobre 1948

## Distribution
- Patric Knowles : Jeffrey Allison
- Richard Cromwell : Neil Allison
- Rochelle Hudson : Joan Lattimore
- Douglass Dumbrille : Ramin Khan
- Colin Tapley : Hallett
- Gilbert Emery : Colonel Torrance
- Douglas Walton : Terry
- Halliwell Hobbes : Sir John Galt
- John Burton : Sir Austin Carter
- Clyde Cook : Alf
- Claud Allister : Redding
- Pedro de Cordoba : Abdul Mir
- Edward Van Sloan : Maharajah de Lhanapur
- Lal Chand Mehra : Assistant d'Abdul Mir